# أسيد3
أسيد3 (بالإنجليزية: Acid3)‏ هي صفحة ويب اختيارية تابعة لمشروع معايير الويب من أجل اختبار كفائة وقدرة متصفحات الويب ومدى تحقيقه لمعايير الويب خاصة المعايير المتعلقة ب Document Object Model (DOM) وجافا سكريبت.
عندما يجتاز المتصفح الاختيار بنجاح يظهر في الصفحة عداد مئوي تزايدي وسلسلة من المستطيلات الملونة تظهر تقدم النتيجة.
تم البدأ في تطوير أسيد3 في أبريل 2007 وتم الانتهاء منه 3 مارس 2008, المبرمج الرئيسي كان إيان هيكسون الذي كان قد قام أيضا بكتابة اختبار أسيد2. كان تركيز أسيد2 منصب على اختبار قدرة المتصفح في التعامل مع صفحات الطرز المتراصة، ولكن أسيد3 قام بالتركيز على تقنيات الويب الحديثة المستخدمة في وب 2.0,وبعض الاختيارات الخاصة بالتعامل مع SVG وXML.

## النتائج
لم يستطيع أي متصفح حتى الآن اجتياز الاختيار بنسبة مئة في المئة سوى الإصدار الرابع من متصفج سفاري (لا يزال في مرحلة التطوير وغير متاح للمستخدمين)، أما فايرفوكس 3.1 (لا يزال في مرحلة التطوير) فقد حقق نتيجة جيدة بنسبة 84 ونفس النسبة حصل عليها المتصفح أوبرا 9.52 أما جوجل كروم فقد حقق نسبة 79، وكانت أكثر النتائج المخيبة للأمال من إنترنت إكسبلورر حيث حصل على نتائج متواضعة جدا فقد حصل الإصدار السابع منه على نسبة 14 أما إنترنت إكسبلورر 8 (بيتا 2) فقد حقق 21.

## وصلات خارجية
- صفحة أسيد3
- صورة النتيجة النهائية للاختبار
- صفحة الاختبار في موقع مشروع معايير الويب